# Continental AG
A Continental AG, közismertebb nevén Continental, egy vezető német autóipari konszern amely autógumik, fékrendszerek, autóbiztonsági berendezések, erőátviteli és alváz alkatrészek, tachográfok és egyéb autó- és szállítmányozás-ipari alkatrészek gyártására specializálódott. A cég központja Hannoverben, a németországi Alsó Szászországban található. A Continental a világ negyedik legnagyobb gumiabroncsgyártó cége.
A Continentalt 1871-ben gumigyártó cégként alapították Continental-Caoutchouc und Gutta-Percha Compagnie néven. A VDO autógyártó részlegének Siemens konszerntől 2007-ben történt megvásárlását követően  egy az Ernst & Young által készített tanulmány a Continentalt a negyedik helyre rangsorolta az OEM (eredeti termékeket gyártó) autóalkatrész-forgalmazó cégek eladási listáján.
2008-ra úgy tűnt, a Continental túlvállalta magát a VDO integrálásával, és piaci kapitalizációjának majdnem a felét elveszítette, amikor a cég a családi tulajdonban lévő Schaeffler AG felvásárlási célpontjává vált. 2009-re a Schaeffler sikerrel járt motorgyártó részlegének a Continental konszernen belülre helyezésével.
2012 Szeptember 6-tól, 45 hónapos szünet után a Continental AG-t újra a német DAX index 30 válogatott német blue chipjei között jegyzik A Continental irányító részvénytulajdonosa a Schaeffler AG, amely jelenleg a részvények 46%-át birtokolja.

## A társaságról

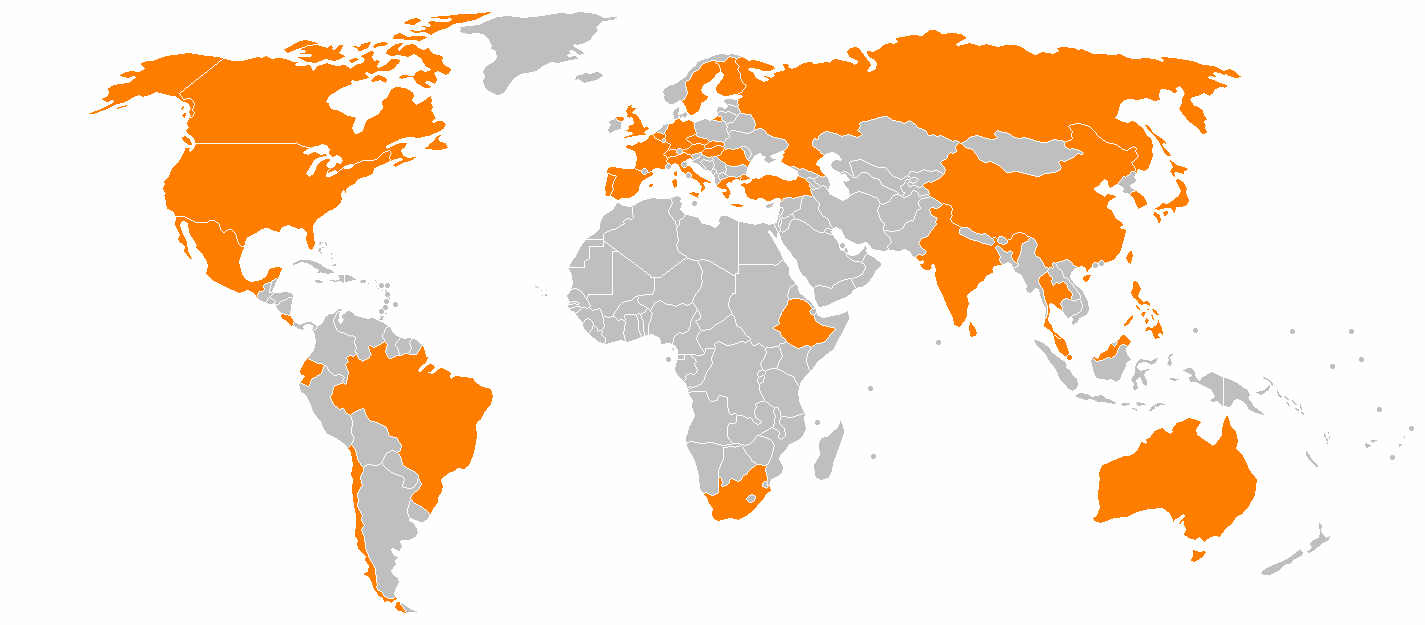
Continental AG global locations.

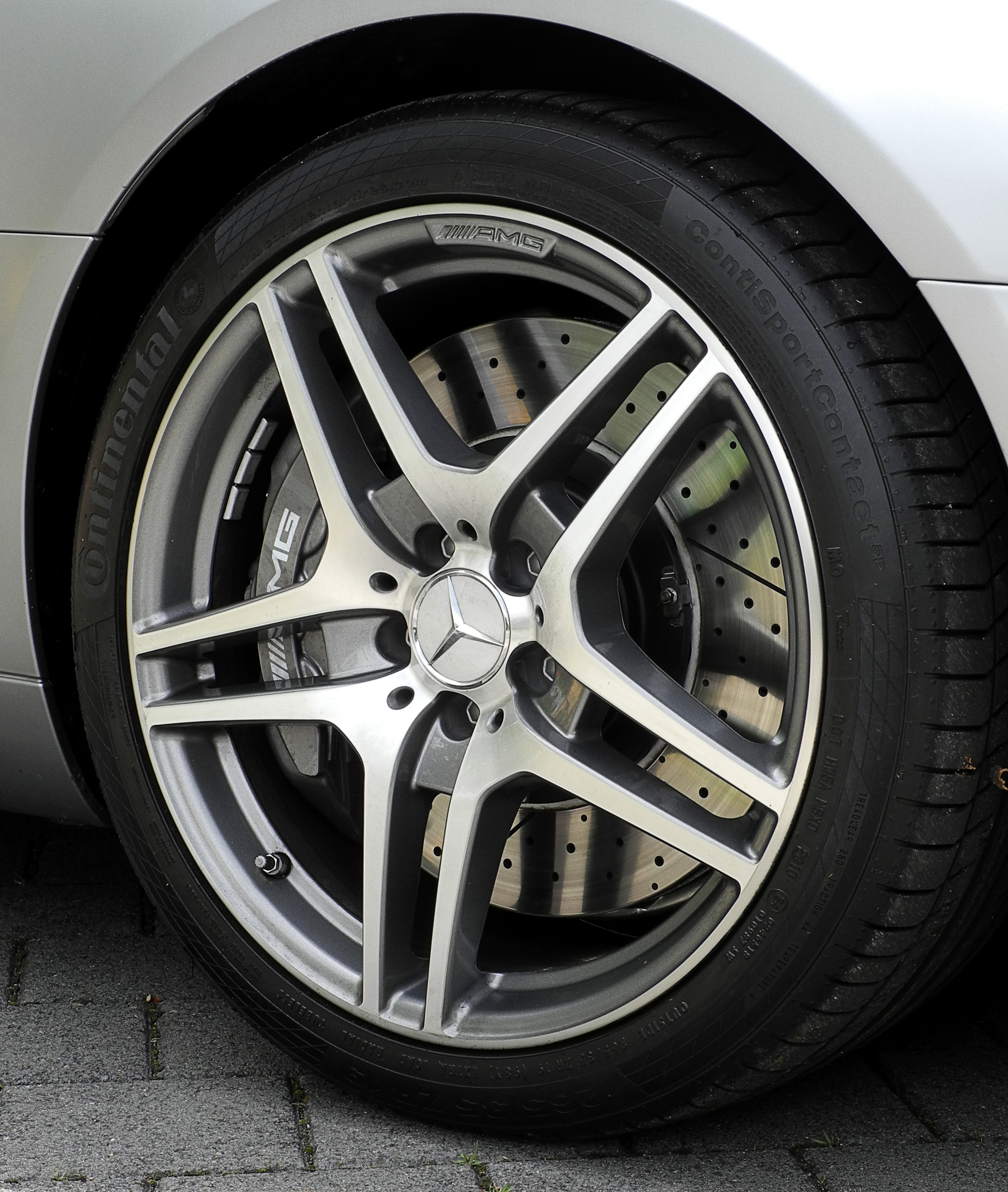
Continental tires on a Mercedes-Benz SLS AMG

A Continental öt részlegből épül fel:
- Alváz és biztonság
- Erőátvitel
- Autóbelső
- Gumiabroncsok
- Contitech

A Continental egyik fő szakterülete az üzemanyag-fogyasztás csökkentése. Technológiai vezető szerepét a hatékonyabb üzemanyag-befecskendező rendszerek használatának, a csökkentett gördülési ellenállással rendelkező gumiabroncsok gyártásának és a hibrid hajtási rendszerek alkalmazásának köszönheti.
A Continental márkanéven futó gumiabroncsok autóra, motorra és kerékpárra világszerte elérhetőek. A cég egyéb márkaneveken is gyárt és forgalmaz termékeket regionális szinten (pld. General, Euzkadi, Uniroyal, Barum).  A Continental vásárlói közé tartozik minden jelentős autó-, teherautó- és buszgyártó cég, mint például a Volkswagen, a Daimler, a Ford, a Volvo, az Iveco, a Schmitz, a Koegel, a Freightliner Trucks,  a BMW, a General Motors, a Toyota, a Honda, a Renault, a PSA és a Porsche.

## Vásárlások
2001-ben a Continental meghatározó részesedést szerzett a Temic-ben, a DaimlerChrysler gépjármű-elektronikai üzletágában, így az a Continental Automotive Systems részévé vált. 
2004-ben a cég megvásárolta a gépjárműgumi- és műanyaggyártó német Phoenix AG-t, 2006-ban pedig a Motorola, Inc. gépjármű-elektronika gyártó részlegét. 2007-ben a Continental megszerezte a en:VDO-t a Siemens-től.
A Continental 1999-ben Argentínában autó-, teherautó- és buszgumiabroncs gyártás céljából összefogott  a en:FATE-val; a San Fernando üzem termékeit Dél-Amerika többi országába exportálják.
  
2007-ben a Continental egy Costa Rica-i üzem építésébe fogott, Észak-Amerikába szánt erőátviteli alkatrészek gyártására. Az üzem megnyitását két fázisban, összesen 550 alkalmazottal tervezték.

## A Continental Magyarországon
A Continental Magyarországon hat gyárral és egy gumiabroncs kereskedelmi központtal van jelen és több mint hatezer munkavállalót foglalkoztat. A cégcsoport öt divíziója (Interior, Chassis & Safety, Powertrain, ContiTech, Tyre) végez gyártó-, szoftverfejlesztési és kereskedelmi tevékenységet Budapesten, Veszprémben, Szegeden, Makón, Vácott, Nyíregyházán és Budaörsön. A gumiabroncs üzletág 1991 óta képviselteti magát a magyar piacon értékesítési irodával és disztribúciós raktárral.
A Continental csoport magyarországi tagjainak árbevétele 2014-ben meghaladta az 1,1 milliárd eurót.

## Magyarországi telephelyek
- Budaörs: A Continental Hungaria Kft. jogelődjét, a Semperit Gumiabroncs Kereskedelmi Kft-t, 1991. szeptember 1-én jegyezték be. A gumiabroncs kereskedelmi központ 31 főt foglalkoztat.
- Budapest: A Continental Automotive Hungary Ltd. budapesti gyára autóelektronikai részegységek és mikroelektronikai áramköri modulok gyártását végzi a Continental Chassis&Safety, Powertrain és Interior divíziói, valamint a világ meghatározó autógyárai számára. Kimagaslóan fejlett és innovatív technológiákat alkalmazva a járműelektronika szinte minden területén jelen van. A több mint 25 éves autóipari múlttal rendelkező budapesti gyár 2015-ben közel 1600 alkalmazottat – köztük 300 mérnököt – foglalkoztat.
- Veszprém: A gyár 1993-ban kezdte meg termelő tevékenységét az ITT Automotive Brakes and Chassis Division tagjaként. 1998-ban került a Continental vállalatcsoport tulajdonába; jelenleg a Continental AG Chassis and Safety (fék- és biztonsági rendszerek) divíziójának tagjaként működik. A veszprémi leányvállalat automata sebességváltó szenzorokat, harmadik generációs IBS szenzorokat (Intelligent Battery Sensor), kerékszenzorokat és perdületérzékelőket gyárt blokkolásgátló (ABS), valamint elektronikus menetstabilizáló (ESC) rendszerekhez. A vállalat 2015-ben 1750 munkatársat foglalkoztatott, köztük több mint 400 szenzor- és szoftverfejlesztő mérnököt.
- Szeged: A ContiTech Rubber Industrial Kft. Szegeden 1966-ban kezdte meg a termelést, azóta közel változatlan, de folyamatosan megújuló termékprofillal termel, jelenleg mintegy 700 főt foglalkoztat. 2004 óta tartozik a ContiTech vállalatcsoporthoz. A szegedi telephely fő profilja három részből áll: a heveder, tömlő és keverő üzemben folyó munkálatok révén a gyár meghatározó a nehézműszaki gumitermékek gyártásában.
- Nyíregyháza: A nyíregyházi gyárat az Országos Gumiipari Vállalat (később: Taurus) alapította, mely 1996-ban a hamburgi székhelyű PHOENIX AG tulajdonába került, 2004. novemberben pedig beolvadt a Continental AG ContiTech divíziójába. A nyíregyházi ContiTech gyár több mint 240 alkalmazottja kamionokhoz, vezetőülésekhez, kabinokhoz gyárt légrugó rendszereket. A társaság 2015-ben 681 új munkahely létrejöttével járó beruházást indított Nyíregyházán.[18][19]
- Makó és Vác: A ContiTech Fluid Automotive Hungária Kft. a ContiTech divízión belül a Mobile Fluid Systems üzleti egységhez tartozik. Két telephellyel rendelkezik: Makón és Vácott. A termelés összesen több mint 45.000 négyzetméteren folyik mintegy 3.600 alkalmazottal. A két telephely együttesen naponta 170.000 szerelt terméket gyárt le.[20]

## Cégtörténet
A vállalat fennállásának százötven éves jubileumára készülve a Continental felkérte Paul Erkert, a Müncheni Ludwig Maximilian Egyetem professzorát, hogy "releváns történelmi kutatásokat" végezzen a társaság történetéről. A társaság több mint 1,1 millió amerikai dollárt szán a projektre és garantálja a professzor tudományos függetlenségét és korlátozásoktól mentes hozzáférést biztosít számára a társaság archívumaihoz.
Erker professzor szerint a Continental minden bizonnyal úttörő szerepre vállalkozik a társaság történetének ilyen innovatív módon történő bemutatásával.

### A Continental történetének főbb mérföldkövei[22]
| Év               | Esemény |
| ---------------- | --- |
| 1871. október 8. | Hannoverben megalapítják a Continental-Caoutchoucund és Gutta-Percha részvénytársaságot. A Vahrenwald utcai központi gyárépületben lágygumiból készült termékeket, gumírozott anyagokat, valamint kocsik és kerékpárok számára készült tömör abroncsokat gyártanak. |
| 1882             | A cég hivatalosan is bejegyezteti az ágaskodó paripát ábrázoló márkajelet. |
| 1892             | A Continental az első cég Németországban, amely pneumatikus kerékpárabroncsot gyárt. |
| 1898             | Hannover-Vahrenwaldban megkezdődik a mintázat nélküli pneumatikus gépjárműabroncsok gyártása. |
| 1900             | Az első német léghajó, az LZ 1 gázszelepeinek tömítésére a Continental által gyártott ballonanyagot használják. |
| 1901             | A Continental pneumatikus abroncsaival versenyző Mercedes-Benz első győzelme a Nizza-Salon-Nizza Nagydíjon. |
| 1904             | A világon elsőként a Continental fejleszti ki a mintázattal rendelkező gépjárműabroncsot. |
| 1905             | A cég megkezdi a szegecselt csúszásgátló abroncsok gyártását, amelyek a későbbi acélszöges abroncsok előfutárai. |
| 1907             | Megjelenik a „Continetal autós-motoros országúti atlasz” első száma. |
| 1908             | A túrakocsik számára a Continental kifejleszti a jelentős újításnak számító leszerelhető keréktárcsát, amely ezek után nagymértékben megkönnyíti a kerékcserét. |
| 1909             | A francia Louis Blériot elsőként repüli át a La Manche csatornát. A repülőgép borítására használt feszített vásznat a Continental gyártja. A Continental üzemében a Bayer laboratóriumaiban kifejlesztett szintetikus kaucsukot sikeresen vulkanizálják, és elsőként gyártanak belőle tesztabroncsot. |
| 1912             | Peter Behrens építész tervei alapján megkezdődik Hannoverben a Vahrenwald utcai impozáns irodaépület építése, amely 1986-ban kerül a város tulajdonába. Az új épületben technológiai központot alakítanak ki. |
| 1914             | A Daimlernek hármas győzelmet hoznak a Continental abroncsokkal szerelt járművek a Francia Nagydíjon. |
| 1921             | A fennállásának 50. évfordulóját ünneplő Continental Németországban elsőként dobja piacra a kordszálas gumiabroncsot. Az új abroncsnál használt finomszálas szövet teljes egészében felváltja a korábban használt, kevésbé rugalmas len szövetet. Ugyanezen évben az első alkalommal gyártott nagyméretű, levegővel töltött abroncsok kiszorítják a piacról a haszongépjárművek számára korábban készült hagyományos tömör abroncsokat. |
| 1926             | A korom hozzáadásával az abroncsok elnyerték jellegzetes fekete színüket, mellyel tartósabbá és időtállóbbá váltak. |
| 1928/29          | A németországi kaucsukipar legjelentősebb képviselőinek fúziójával megalakul a Continetal Gummi-Werke AG, amely egyben a hannover-limmeri és korbachi gyárak beolvadását is jelenti. |
| 1932             | Continental-Schwingmetall néven új termék jelenik meg a piacon. A gumírozott fém alkatrészek lehetővé teszik a motor rezgésének és zajszintjének csillapítását. |
| 1935/40          | A Continental abroncsokkal versenyző Mercedes és Auto Union versenyautói lenyűgöző sportsikereket aratnak. A Német Nagydíjon négy egymást követő alkalommal sikerül nyerniük. Szintén négy győzelmet könyvelhetnek el az észak-afrikai Tripoliban, míg Olaszországban hármat. Az egymást érő gyorsasági rekordok nemzetközi hírnévhez segítenek olyan autóversenyzőket, mint Stuck, Caracciola és Rosemeyer. |
| 1936             | Megkezdődik a műkaucsuk bázisú abroncsok gyártása. |
| 1938             | A hannover-stöckeni abroncsgyár alapkőletétele. |
| 1943             | A Continental szabadalmaztatja a tömlő nélkül szerelt abroncsot. |
| 1945             | Súlyos bombatámadás éri a hannover-vahrenwaldi és korbachi üzemeket. A brit katonai kormány már június 14-én engedélyezi a gyártás újraindítását a hannoveri üzemekben. |
| 1951             | Megkezdődik az acélkordból készült szállítószalagok gyártása. |
| 1952             | A Continental a hagyományos abroncsok mellett első alkalommal kínál eladásra M+S, azaz speciális téli abroncsot. |
| 1951/55          | A Daimler-Benz és a Porsche autógyártókkal való szoros együttműködésnek köszönhetően a háború után is folytatódik a korábbi sikersorozat. Karl Kling, Stirling Moss és Juan Manuel Fangio Continental abroncsokkal szerelt versenyautóikkal győzelmet aratnak az 1952-es La Carrera Panamericana versenyen, továbbá a francia, angol, holland és olasz Nagydíjon. |
| 1955             | A Continental az első németországi vállalat, amely már az év elején beindítja a tömlő nélküli abroncsok gyártását. A Continental a világon elsőként fejleszt légrugókat omnibuszok és tehergépjárművek számára. |
| 1960             | Megkezdődik a radiál gumiabroncsok sorozatgyártása. |
| 1961             | Befejeződik Dannenbergben, az Elba partján az új termelőüzem építése. Eleinte műanyag alkatrészeket gyártanak a járműipar számára. |
| 1964             | A franciaországi abroncsgyár alapítása (Sarreguemines-ben. Northeimben új üzem létesül műszaki termékek gyártására. |
| 1967             | Megnyílik a Contidrom tesztpálya Lüneburger Heide közelében. (1994/ 951994/95-ben a létesítmény területét több mint kétszeresére bővítik, hogy a nagyteljesítményű személygépjárművek számára egy 3,8 km hosszú vezetéstechnikai pályát alakítsanak ki. 2001-ben üzembe helyeznek egy 3,7 km hosszú zajtesztpályát is.) |
| 1971             | A korbachi gyárban megnyílik Európa akkor legnagyobbnak számító műszaki tömlőket gyártó üzeme. A cég a hannoveri gyártási részlegét is ide áthelyezi át. |
| 1972             | A Continental piacra dobja a szög nélküli ContiContact téli abroncsot. |
| 1974             | A Continental elsőként szállít extrudálással és fújással, poliuretán alapanyagból előállított csuklóharmonikát az európai tehergépjármű-ipar számára. |
| 1976             | Nordheimben üzembe helyezik a kontinens egyik legnagyobb szállítószalagját. |
| 1978             | A Continental felvásárolja a frankfurti Techno-Chemie vállalatot, az egyik piacvezető németországi hollandergyártó céget. |
| 1979             | A Continental megszerezi az amerikai Uniroyal Inc. európai abroncsgyártásának jogát. Ennek köszönhetően sikeresen bővíti a már meglévő európai bázisát. |
| 1983             | Az autóipar számára a Continental már nagy szériában gyártja a motor rögzítéséhez használt speciális csapágyazású rezgés- és zajcsökkentő felfüggesztéseket. |
| 1985             | A Continental átveszi az osztrák Semperit vállalattól az abroncsgyártást. |
| 1987             | A cég felvásárolja az észak-amerikai General Tire Inc. abroncsgyártó vállalatot, amely 2001 óta Continental Tire North America Inc. néven működik tovább. |
| 1989/90          | A portugál Mabor cég közreműködésével létrejövő közös vállalat megalakulásával megkezdődik Lousadóban az abroncsgyártás. A Continental 1993-ban teljes mértékben átveszi az abroncsgyártást, továbbá átvesz egy textilkord-gyártó üzemet is. |
| 1991             | ContiTech márkanév alatt egyesülnek a műszaki termékeket gyártó részlegek. ContiEcoContact™ néven piacra kerül a Continental által elsőként forgalomba hozott környezetbarát abroncs. |
| 1993             | A Csehországi Barum vállalatban szerzett többségi részesedés az otrokovicei személy- és haszongépjármű abroncsgyártó üzemen felül, a mintegy 50 saját kereskedelmi egységgel rendelkező hálózat tulajdonjogát is magába foglalja. A Continental ekkorra már több mint 2200 abroncskereskedésből és franchise vállalatból álló szervezettel rendelkezik Európa 13 országában, ideértve olyan kiskereskedelmi hálózatokat is, mint a Vergölst. A Benecke-Kaliko AG beolvad a ContiTech divízióba. A termelés fő profilja a műbőr és a fóliagyártás. |
| 1994             | Közös vállalkozás a ContiTech és a szlovák Vegum vállalat között extrudált gumitermékek gyártására az európai autóipar számára. 1996-ban a megállapodást öntött termékekre is kiterjesztik. |
| 1995             | Az autóiparral a rendszerfejlesztésben való intenzívebb együttműködés érdekében megalakul az 'Automotive Systems' divízió. |
| 1997             | A Continental bemutatja az ISAD-ot, amellyel elnyeri a Német Gazdasági Innovációs Nagydíjat. Az ISAD egy egységbe integrálja a gépjármű önindítóját és áramgenerátorát. Ez a hibrid meghajtású rendszerek működésének kulcstechnológiája, amellyel jelentős mértékben csökkenthető az üzemanyag-fogyasztás és a károsanyag-kibocsátás. |
| 1998             | A Continental felvásárolja a világszerte ismert amerikai vállalatot, az Automotive Brake and Chassist, melynek új központja a frankfurti Alfred Teves GmbH lesz. A Continental Teves és az egész világra kiterjedő tevékenysége az Automotive.Systems divízióba integrálódik. |
| 1998/99          | A Continental megerősíti nemzetközi abroncsgyártó pozícióját Argentinában, Mexikóban, Dél-Afrikában és Szlovákiában. A ContiTech nemzetközi működése tovább bővül brazíliai, chilei, mexikói és magyarországi helyszíneken. |
| 2000             | A romániai Temesváron megnyílik az új személygépjármű-abroncsokat gyártó üzem. A Continental a Nisshinboval közösen Continental Teves Corporation néven közös vállalatot alapít, amely a japán és koreai piacok számára gyárt fék- és futóműrendszereket. |
| 2001             | A Continental többségi tulajdont vásárol két fékműködtetési alkatrészeket és tárcsafékeket gyártó japán vállalatban. A ContiTech 51%-os tulajdonrészt szerez egy légkondicionálókhoz és szervokórmányokhoz való tömlőket gyártó kínai vállalatban. A Continental fokozza tevékenységét az egyre növekvő autóipari elektronikai piacon a Temic elektronikai vállalat felvásárlása révén. A vállalat az Automotive Systems divízióba integrálódik. |
| 2002             | A Continental és a Bridgestone egyesült erővel dolgozik a defekttűrő abroncsok kifejlesztésén. A cél a hagyományos felnikre szerelhető defekttűrő rendszerekre vonatkozó, világszerte érvényes szabvány megteremtése. Átadják a ContiTech erőátviteli rendszereket gyártó új üzemét Romániában, valamint egy másik gyárat Törökországban, amely a divíziónak további légrugórendszer-gyártó kapacitást biztosít. A japán autógyártókkal együttműködésben megvalósuló abroncsgyártási tevékenység fokozása érdekében a Continental és a Yokohama 50-50%-os közös vállalkozást indít. |
| 2003             | A Continental megerősíti pozícióját az ASEAN-régióban és Ausztráliában azáltal, hogy közös vállalkozást indít a malajziai Sime Darby Berhad konglomerátummal. A vállalat, amely a továbbiakban Continental Sime Tyre Sdn. Bhd. néven működik, két abroncsgyártó üzemet tart fenn Malajziában. A ContiTech Koreában közös vállalkozást indít légrugó-harmonikák gyártására. Bemutatják a ContiSportContact 2 Vmax abroncsot, a világ első közúti abroncsát, amelyet 360 km/h sebességhatárig hitelesítenek. |
| 2004             | A Continental kiterjeszti termelési bázisát azáltal, hogy Nagyszebenben autóelektronikai szerelvényeket gyártó üzemet – helyszíni kutató-fejlesztő központtal –, Temesváron pedig légkondicionáló-tömlőket gyártó létesítményt nyit. A Continental megszerzi egy japán vállalat kerékszenzor-üzletágát, amely gyártási tevékenységét Kínában folytatja. Új fékalkatrész-gyártó üzemet adnak át Mexikóban. A Continental felvásárolja a Phoenix AG-t. A ContiTech és a Phoenix AG összeolvadásával a világ legnagyobb gumi- és műanyag-technológiai szakvállalata alakul ki. |
| 2005             | Együttműködés a ZF Friedrichshafennel hibrid járműtechnológia közös fejlesztésére és forgalmazására. |
| 2006             | Az új zólyomi üzemben féknyergek, Camacariban (Brazília) pedig személygépjármű-, kishaszongépjármű- és haszongépjármű-abroncsok gyártása kezdődik. A ContiTech megvásárol egy erőátviteli szíjakat gyártó dán vállalatot, amely Dániában, Kínában, Koreában és Indiában tart fenn gyárakat. A Continental megszerzi a Motorola, Inc. vállalat autóelektronikai üzletágát. Az új egység az Autóipari Rendszerek divízióba integrálódik. Ehhez tartozik a Motorola tevékenysége a vezérlők, szenzorok, belső elektronikai és telematikai rendszerek egyre növekvő területén, üzemei pedig Észak-Amerikában, Japánban, Kínában, Mexikóban, Franciaországban, az Egyesült Királyságban és Németországban működnek. |
| 2007             | A Continental többségi érdekeltséghez jut a szlovák Continental Matador Rubber s.r.o. vállalatban, és újabb pozíciókat szerez az Abroncs és a ContiTech divíziók számára Közép- és Kelet-Európában. A Continental megvásárolja a Siemens VDO Automotive AG vállalatot, és felküzdi magát a világ öt legfontosabb autóipari beszállítója közé, egyszersmind jelentősen javítja piaci pozícióját Európában, Észak-Amerikában és Ázsiában. |
| 2008             | Hibrid hajtású járművekhez való lítiumos akkumulátorok gyártása kezdődik a nürnbergi üzemben. A 2008 nyarán közzétett felvásárlási ajánlat elfogadását követően a Schaeffler AG lesz a Continental AG többségi tulajdonosa. |
| 2009             | Sanghajban megnyílik a vállalat új ázsiai központja, valamint egy kutató-fejlesztő központ. A központ megalakítása újabb fontos mérföldkövet jelent a vállalat kínai és ázsiai terjeszkedésében. |
| 2010             | Piacra kerül a ContiSportContact™ 5 P. Az új nagyteljesítményű nyári gumiabroncsot kifejezetten sportautók és tuningolt gépjárművek számára tervezték. |
| 2011             | A Continental október 8-i születésnapja alkalmából világszerte egyénileg ünnepel a több mint 190 Continental-telephely nagy része. A vállalat hannoveri központjában kiállítást szerveznek a cég 140 éves történetét szemléltető tárgyakból. A 2011-es Nemzetközi Automobil Kiállításon (IAA) az autóipari megatrendek – biztonság, környezetvédelem, információ, megfizethetőség, valamint e-mobilitás – kerülnek bemutatásra „Vezetés, jövő, mobilitás” mottóval. Járművezetést támogató rendszerek, féktechnológiák, a járműbe való bejutás, a hálózat és az üzemeltetés koncepciói, hajtástechnológiák, szenzorok, belső anyagok és abroncsok – mindez csak néhány példa az innovációk közül.              |
| 2012             | A ContiTech felvásárolja a Parker Hannifin Corporation autólégkondicionáló-tömlőket gyártó üzletágát (székhely: Collierville, Tennessee), ezáltal bővítve autóipari tömlőgyártási tevékenységét. A Contidrom új „AIBA” (automatizált beltéri fékelemzés) egysége időjárástól függetlenül lehetővé teszi a száraz és nedves úton való, vezető nélküli tesztelést. A 300 méter hosszú csarnokban csúcsüzemben mintegy 100 000 fékműveletet lehet végezni. |
| 2013             | A társaság újra pozicionálja a Continental márkát, hogy az jobban illeszkedjen a cég jövőbeli üzleti stratégiához és a piac kihívásaihoz. A társaság logója is frissítésre kerül, az új alapgondolat – "The Future in Motion" – a logó alatti szlogen formájában támogatja a Continental pozicionálását, és tükrözi a márka filozófiájának lényegét. Az új logót 2013. május 15-én, a részvényesek éves közgyűlésén mutatják be. |

## Fordítás
- Ez a szócikk részben vagy egészben  a   Continental AG című angol Wikipédia-szócikk ezen változatának fordításán alapul.  Az eredeti cikk szerkesztőit annak laptörténete sorolja fel. Ez a jelzés csupán a megfogalmazás eredetét és a szerzői jogokat jelzi, nem szolgál a cikkben szereplő információk forrásmegjelöléseként.